# Arcadia
L'Arcadia (in greco antico: Ἀρκαδία?, Arkadía) è una regione storica dell'antica Grecia, corrispondente al Peloponneso centrale e avente come capitale Tripoli. Prende il nome da Arcade, personaggio mitologico.

## Città
- Alea
- Asea
- Cineta
- Clitorus
- Lycaea
- Menalo
- Mantineia
- Megalopoli
- Falesia
- Tropea
- Orcomeno

## Fiumi
- Alpheo
- Ladone
- Lussius
- Erimanto

## Arcadia nella letteratura

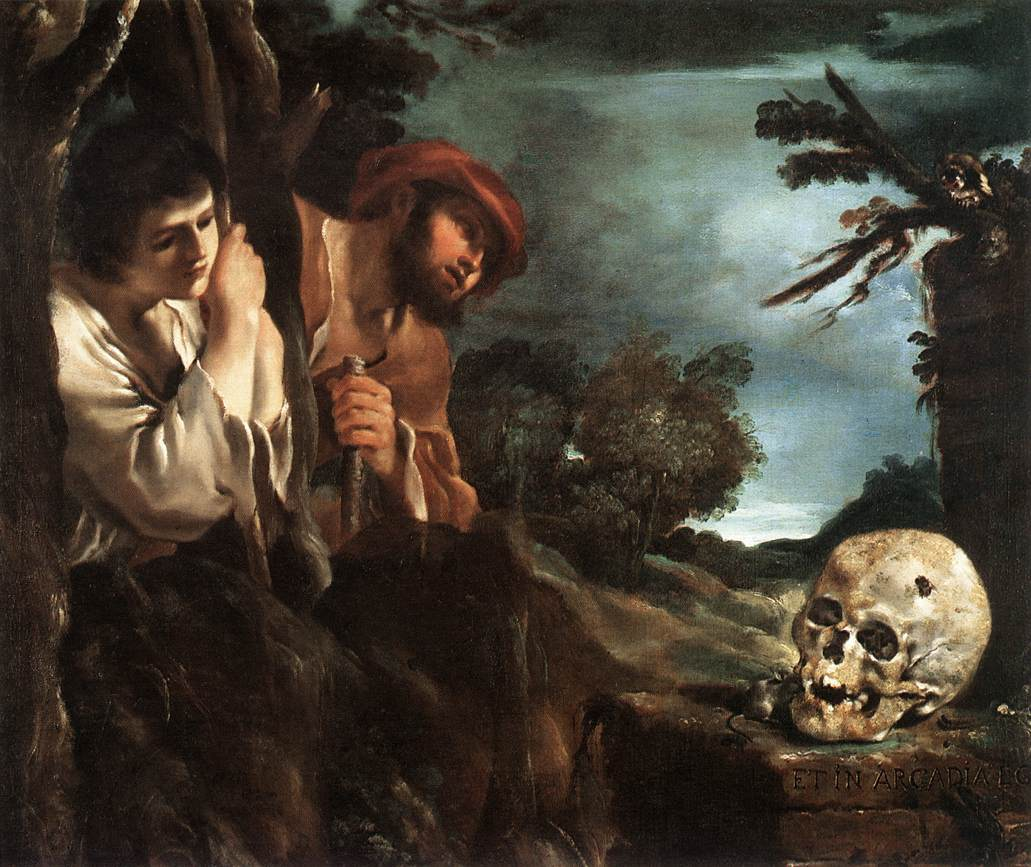
Et in Arcadia ego del Guercino (1622).

Nella letteratura l'Arcadia ha sempre rappresentato una terra idealizzata, dove uomini e natura vivono in perfetta armonia. È divenuta l'ambientazione della poesia bucolica, inventata da Teocrito e resa nota dalle opere di Virgilio che ambientò le sue composizioni in tempi antichi. L'ambientazione fu anche ripresa nel Rinascimento con alcuni autori, tra cui Jacopo Sannazaro. Nel 1690 a Roma fu fondata l'Accademia dell'Arcadia, intesa come circolo letterario che sosteneva il classicismo a discapito del barocco. Ancora in tempi moderni i poeti e i cantanti indicano l'Arcadia come una terra mitica, per esempio in John Keats o Lana del Rey.